# Милена Андонова
Милена Методиева Андонова е българска актриса, режисьорка и сценаристка.

## Биография
Родена е в град Бургас, през 1959 година. Завършва ВИТИЗ „Кръстьо Сарафов“ през 1982 година, в класа на професор Христо Христов със специалност „Кино и телевизионна режисура“. Кара стаж във филма „Мера според мера“. По-късно специализира драматургия в Берлин.
Милена Андонова е дъщеря на българския режисьор Методи Андонов.

## Филмография
Като режисьор:
- Вътрешен глас (2008)
- Маймуни през зимата (2006)
- И рече ослицата на Валаам (1993)

Като сценарист:
- Маймуни през зимата (2006)
- И рече ослицата на Валаам (1993)

Като актьор:
- АкаТаМус (1988)
- Мера според мера (1981), 7 серии – Учителката, Миро
- Мера според мера (1981), 3 серии – Миро
- Бялата стая (1968) Голямата дъщеря на Александров